# Sveti Petar na Moru
Sveti Petar na Moru est un village de la municipalité de Sveti Filip i Jakov (Comitat de Zadar) en Croatie. Au recensement de 2011, le village comptait 403 habitants.